# Centennial Station
Centennial Station je stanice vlakových spojů Amtrak Cascades a Coast Starlight, která obsluhuje města Lacey a Olympia.
Místní spoje zajišťuje společnost Intercity Transit jejíž linky 64 a 94 spojují stanici s centry měst Olympia a Lacey.
Z osmnácti stanic Amtraku ve státě Washington se v roce 2010 jednalo o pátou nejvytíženější, s denním průměrem 170 cestujících.

## Historie
Původní stanice Union Pacific na východě Olympie byla zbourána na konci 60. let minulého století. Předtím ji obsluhovaly vlaky spojující Seattle a Portland, a to jak společnosti Union Pacific, tak konkurenčních Northern Pacific a Great Northern. Vlaky Amtraku v 70. a 80. letech pak používaly malou dřevěnou stanici, která však byla odlehlá, neměla žádná místní spojení, chybělo také osvětlení a jediné parkoviště bylo štěrkové s telefonem, který jen vzácně fungoval.
Novou stanici postavila nezisková Staniční komise společnosti Amtrak, která ji v květnu 1993 otevřela po šestileté snaze o vybrání prostředků a také podpoře od občanů okresu Thurston. Pravděpodobně se jedná o jedinou stanici společnosti Amtrak v celé zemi, kterou provozují čistě dobrovolníci.